# ルドビグ・オーベリ
- ルドビグ・オーバーグ

ルドビグ・ノア・オーベリ（Ludvig Noa Åberg, 1999年10月31日 - ）は、スウェーデンのエースレーブ出身のプロゴルファー。世界ランキング最高位は4位。

## 経歴

### 生い立ち
スウェーデンで生まれ育ち、8歳の頃から父の勧めでゴルフを始める。最初は乗り気ではなかったため、父親が「居残り練習1時間ごとにアイスクリームを1つプレゼント」というルールを設けてやる気を促していた。
13歳まではサッカーにも打ち込んでいた。15歳でスポーツの専門学校フィルボルナスコランに入学。同学年には後に女子プロゴルファーとなるマジャ・スターク、リン・グラントがいた。

### アマチュア時代
2016年にスウェーデンのティーンエイジャーを対象とした大会で優勝。2017年のトヨタ・ジュニアゴルフワールドカップでは3位だった。2018年のノルデア・マスターズでヨーロピアンツアー初出場を果たしたが、34位タイで予選カットとなった。
2019年、ヨーロッパ・アマチュアチーム選手権にスウェーデン代表で出場。同年末にアメリカ合衆国へ渡り、テキサス工科大学へ進学した。
2020年、新型コロナウイルスの流行に伴いスウェーデンへ帰国。スウェーデンゴルフツアーでプレーし、カトリーネホルム・オープンで優勝した。
2021年2月、ジョーンズカップ・インビテーショナルで優勝。6月のヨーロッパアマチュア選手権では2位だった。同年は3月から9月までヨーロッパのアマチュアランキングで1位を維持し、EGAから金メダルを贈られた。10月にはバミューダ選手権でPGAツアー初出場を果たし、54位タイで予選カットとなった。
2022年春、新設されたLIVゴルフから2年総額250万ドルの契約をオファーされたがこれを断り、再びテキサス工科大学に籍を置いた。4月にビッグ12カンファレンスの男子ゴルフ選手権で優勝し、5月には全米最優秀大学選手に贈られるベン・ホーガン賞を受賞した。9月にはアイゼンハワートロフィーにスウェーデン代表で出場し、チームは優勝、個人では7位タイだった。また同月には、世界アマチュアランキングで初めて1位となった。
2023年1月、ドバイ・デザート・クラシックに出場した。3月にはアーノルド・パーマー招待に初出場し、24位だった。4月にはビッグ12カンファレンス男子ゴルフ選手権でスコア記録を更新して連覇を達成し、5月には2年連続となるベン・ホーガン賞を受賞した。6月にプロ転向を発表した。

### プロ転向後

#### 2023年
2023年6月、PGAツアーのカナディアン・オープンでプロデビューし、25位で予選カットとなった。
7月のジョンディア・クラシックでは4位タイで、優勝したセップ・ストラカに3打差だった。8月末からはDPワールドツアーのためヨーロッパへ渡り、ヨーロピアン・マスターズでプロ初優勝を果たす。9月4日にはライダーカップのヨーロッパ代表に選出された。メジャー選手権未出場の選手がライダーカップに出場するのは史上初だった。2日目のフォーサムでビクトル・ホブランとペアを組み、世界ランキング1位のスコッティ・シェフラー、同年のPGA選手権優勝者ブルックス・ケプカに大会史上最多差をつけて勝利した。
ライダーカップから1週間後、サンダーソン・ファームズ選手権でPGAツアーに復帰。1位タイ5人によるプレーオフでルーク・リストに敗れた。11月のRSMクラシックにてPGAツアー初優勝を果たした。これにより世界ランキングでトップ50に入り、2024年のマスターズ・トーナメントへの出場資格を得た。

#### 2024年
2024年シーズン開幕前にキャディを変更し、かつてリッキー・ファウラーのキャディを務めていたジョー・スゴブロンを新たに雇用した。2月のAT&Tペブルビーチプロアマでは優勝したウィンダム・クラークに1打差の2位だった。これにより、世界ランキングで11位に浮上した。
4月のマスターズ・トーナメントにてメジャー選手権初出場を果たし、スコッティ・シェフラーに次ぐ2位だった。2週間後、2023年シーズン開幕前には3000位以下だった世界ランキングを6位まで上げた。5月のPGA選手権では予選カットとなった。6月の全米オープンでは第2ラウンド終了時点で首位だったが、第3ラウンドでトリプルボギーを喫してしまい首位争いから脱落。最終的に12位タイだった。
7月のスコティッシュ・オープンでは4位タイだった。翌週の全英オープンでは予選カットとなった。8月のBMW選手権では優勝したキーガン・ブラッドリーに1打差の2位で、シーズン3度目の準優勝となった。
ザ・ツアーチャンピオンシップを16位で終えた後の9月1日に、5月から痛めていた左膝半月板の手術を受けることを発表した。

#### 2025年
2025年2月、ジェネシス・インビテーショナルでPGAツアー2度目の優勝を果たす。この大会の第3ラウンドでプロ初のホールインワンを記録した。

## 優勝歴

### PGAツアー（2勝）
| 勝数                  |
| シグネチャー大会（1） |
| その他ツアー（1）     |

| No. | 年月日         | 大会           | 優勝スコア             | 打差  | 2位（タイ）                |
| --- | -------------- | -------------- | ---------------------- | ----- | -------------------------- |
| 1   | 2023年11月19日 | RSMクラシック  | -29（67-64-61-61=253） | 4打差 | マッケンジー・ヒューズ     |
| 2   | 2025年2月16日  | ジェネシス招待 | -12（74-66-70-66=276） | 1打差 | マーベリック・マクニーリー |

#### PGAツアープレーオフ（0勝1敗）
| No. | 年     | 大会                           | 対戦相手                                                                      | 内容                                        |
| --- | ------ | ------------------------------ | ----------------------------------------------------------------------------- | ------------------------------------------- |
| 1   | 2023年 | サンダーソン・ファームズ選手権 | ベン・グリフィン ルーク・リスト スコット・スタリングス ヘンリク・ノーランダー | 1ホール目、リストにバーディーを決められ敗北 |

### ヨーロピアンツアー（1勝）
| No. | 年月日       | 大会                     | 優勝スコア             | 打差  | 2位（タイ）              |
| --- | ------------ | ------------------------ | ---------------------- | ----- | ------------------------ |
| 1   | 2023年9月3日 | ヨーロピアン・マスターズ | -19（64-67-66-64=261） | 4打差 | アレクサンダー・ビョーク |

### スウェーデンゴルフツアー（2勝）
| No. | 年月日        | 大会                             | 優勝スコア          | 打差       | 2位（タイ）            |
| --- | ------------- | -------------------------------- | ------------------- | ---------- | ---------------------- |
| 1   | 2020年7月4日  | カトリーネホルム・オープン       | -10（67-70-69=206） | プレーオフ | ミカエル・リンドバーグ |
| 2   | 2020年7月16日 | バーセベック・リゾートマスターズ | -15（69-67-68=204） | 5打差      | ミカエル・リンドバーグ |